# Gura Ialomiței, Ialomița
Gura Ialomiței (denumit în trecut Pârlita și Chirana) este satul de reședință al comunei cu același nume din județul Ialomița, Muntenia, România. Localitatea inițial numită Chirana și ulterior Pârlita a existat în secolul al XIX-lea și, pe la 1870, a fost locul în care a fost strămutat satul Gura Ialomiței, de pe malul Dunării, în urma unor alunecări de teren ce au schimbat cursul Ialomiței și au dus la mutarea portului aflat acolo undeva în zona satului Giurgeni.